# Rush County (Kansas)
Rush County ist ein County im Bundesstaat Kansas der Vereinigten Staaten. Der Verwaltungssitz (County Seat) ist La Crosse. Das U.S. Census Bureau hat bei der Volkszählung 2020 eine Einwohnerzahl von 2956 ermittelt.

## Geographie
Das County liegt etwas westlich des geographischen Zentrums und hat eine Fläche von 1861 Quadratkilometern, wovon ein Quadratkilometer Wasserfläche ist. Es grenzt im Uhrzeigersinn an folgende Countys: Ellis County, Russell County, Barton County, Pawnee County und Ness County.

## Geschichte
Rush County wurde am 26. Februar 1867 gebildet. Benannt wurde es nach Alexander Rush, einem Offizier im Amerikanischen Bürgerkrieg.
6 Bauwerke und Stätten des Countys sind im National Register of Historic Places eingetragen (Stand 30. August 2017).

## Demografische Daten

Alterspyramide des Rush Countys (Stand: 2000)

Nach der Volkszählung im Jahr 2000 lebten im Rush County 3551 Menschen in 1548 Haushalten und 1013 Familien im Rush County. Die Bevölkerungsdichte betrug 2 Einwohner pro Quadratkilometer. Ethnisch betrachtet setzte sich die Bevölkerung zusammen aus 98,45 Prozent Weißen, 0,31 Prozent Afroamerikanern, 0,42 Prozent amerikanischen Ureinwohnern, 0,11 Prozent Asiaten und 0,17 Prozent aus anderen ethnischen Gruppen; 0,54 Prozent stammten von zwei oder mehr Ethnien ab. 1,04 Prozent der Bevölkerung waren spanischer oder lateinamerikanischer Abstammung.
Von den 1548 Haushalten hatten 26,6 Prozent Kinder unter 18 Jahren, die mit ihnen gemeinsam lebten. 56,1 Prozent waren verheiratete, zusammenlebende Paare, 5,8 Prozent waren allein erziehende Mütter und 34,5 Prozent waren keine Familien. 31,7 Prozent aller Haushalte waren Singlehaushalte und in 18,0 Prozent lebten Menschen mit 65 Jahren oder darüber. Die Durchschnittshaushaltsgröße betrug 2,24 und die durchschnittliche Familiengröße betrug 2,80 Personen.
22,1 Prozent der Bevölkerung waren unter 18 Jahre alt. 5,5 Prozent zwischen 18 und 24 Jahre, 22,9 Prozent zwischen 25 und 44 Jahre, 24,2 Prozent zwischen 45 und 64 Jahre und 25,3 Prozent waren 65 Jahre alt oder älter. Das Durchschnittsalter betrug 45 Jahre. Auf 100 weibliche Personen kamen 94,4 männliche Personen. Auf 100 erwachsene Frauen ab 18 Jahren kamen 90,6 Männer.
Das jährliche Durchschnittseinkommen eines Haushalts betrug 31.268 USD, das Durchschnittseinkommen einer Familie betrug 38.821 USD. Männer hatten ein Durchschnittseinkommen von 25.408 USD, Frauen 20.307 USD. Das Prokopfeinkommen betrug 18.033 USD. 6,7 Prozent der Familien und 9,7 Prozent der Bevölkerung lebten unterhalb der Armutsgrenze.

## Orte im County
- Alexander
- Bison
- Hargrave
- La Crosse
- Liebenthal
- Loretta
- McCracken
- Nekoma
- Otis
- Rush Center
- Schaffer
- Timken

Townships
- Alexander-Belle Prairie Township
- Banner Township
- Big Timber Township
- Center Township
- Garfield Township
- Hampton-Fairview Township
- Illinois Township
- La Crosse-Brookdale Township
- Lone Star Township
- Pioneer Township
- Pleasantdale Township
- Union Township